# Mibamwe II Sekarongoro II Gisanura
Mibamwe II Sekarongoro II Gisanura va ser Mwami (rei) del regne de Ruanda entre 1609 i 1642. Sembla que instal·là el centre de la seva cort a Mutakara-na-Nyamagana, va ser el primer monarca ruandès a practicar investigacions judicials abans del mateix procés.